# Theraphosidae
Los terafósidos (Theraphosidae,   del griego thera ‘animal salvaje, bestia’ + phos ‘luz’) son una familia de arañas migalomorfas propias de los países tropicales. En los países hispanohablantes de América se las conoce como tarántulas y arañas pollito, al igual que a los miembros de la familia Dipluridae. Sin embargo no deben confundirse con las tarántulas del «Viejo Mundo», que encuadran en una familia muy diferente (Lycosidae), a partir de las cuales se originó el nombre tarántula.

## Características generales
Los terafósidos son arañas migalomorfas de gran tamaño con el cuerpo cubierto por pelos llamados sedas. Viven desde regiones tropicales hasta las templadas en Sudamérica, el suroeste de Estados Unidos, Centroamérica, Asia, Europa del sur, África y Australia.

## Tamaño y color

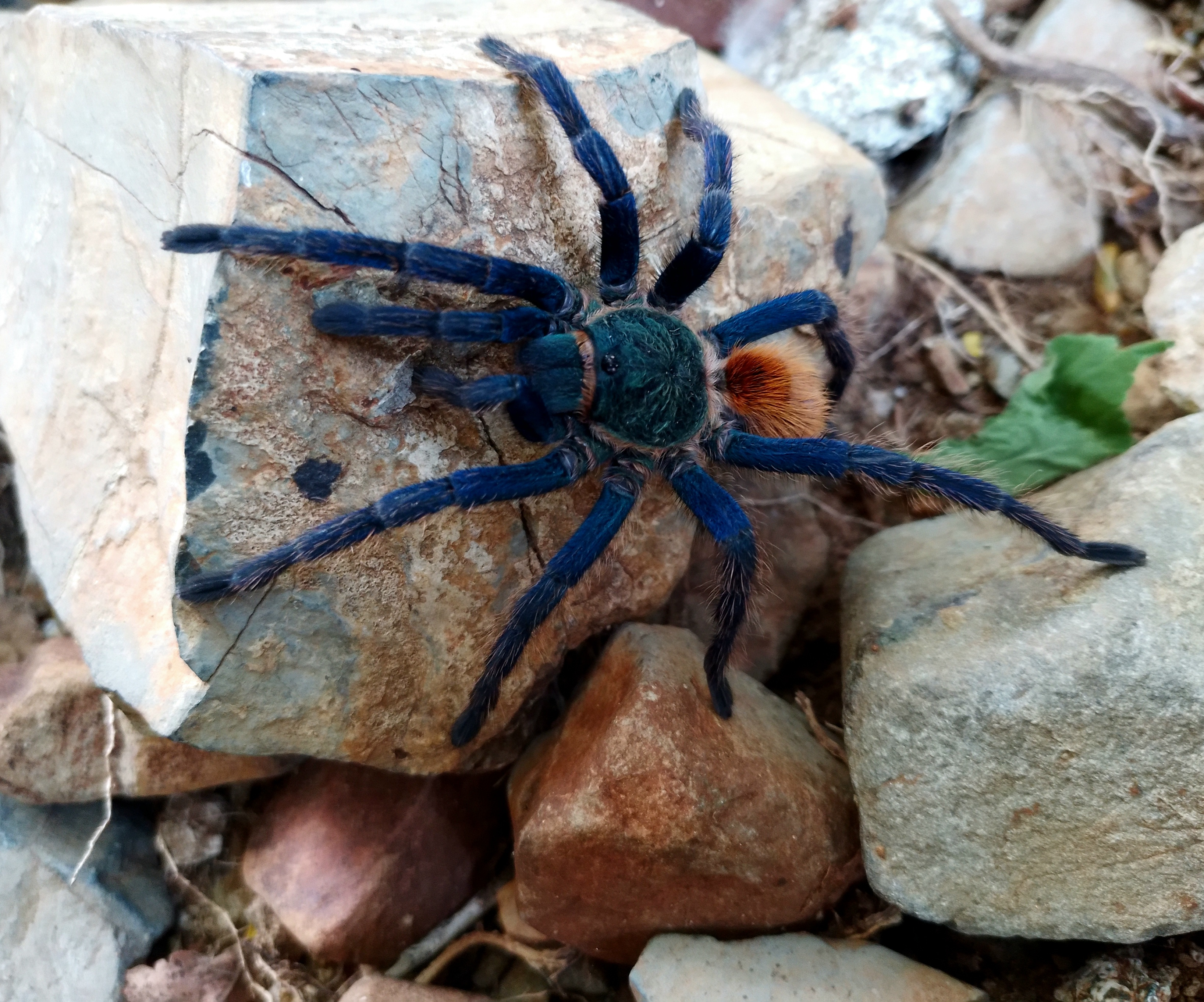
Tarántula azul de Paraguaná (Chromatopelma cyaneopubescens).

El tamaño de las arañas depende de la especie, su cuerpo varía de 5 a 11 cm. El terafósido más grande puede llegar a pesar unos 130 g. (Theraphosa blondi). En general no existe dimorfismo sexual hasta la madurez donde los machos tienden a cambiar la coloración y forma con quelíceros más pequeños, prosoma más delgado y patas más largas, además de los propios órganos sexuales secundarios visibles en los pedipalpos y los ganchos tibiales situados en la tibia del primer par de patas y que contienen la mayoría de especies. Las hembras, por el contrario, mantienen su colorido y formas hasta el final de su vida.
La gran mayoría son pardas o negras; sin embargo, algunas especies tienen una coloración más extensa, como el azul cobalto (Haplopelma lividum y Poecilotheria metallica), negro con rayas blancas (Aphonopelma seemanni y Acanthoscurria geniculata) o un azul metálico con un naranja vibrante en el abdomen (Chromatopelma cyaneopubescens). Su hábitat natural incluye la sabana, el desierto, la montaña, la selva lluviosa y el bosque nublado. Han sido divididas en tipos terrestres (que frecuentemente hacen excavaciones) y tipos arbóreos.
Tienen una esperanza de vida relativamente larga, comparada con las de otras arañas, que varía de los 3 a los 10 años.

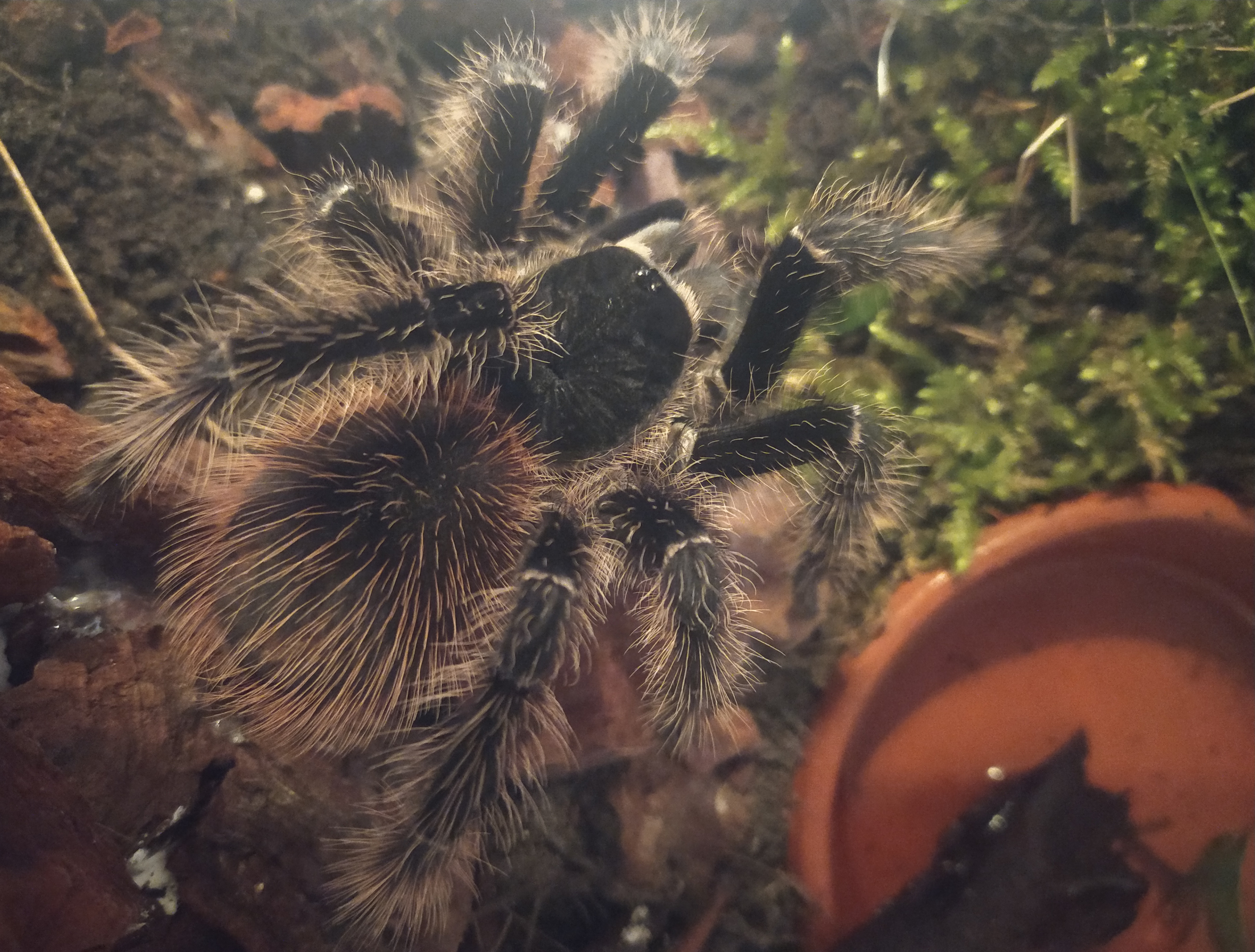
Una Lasiodora parahybana, una tarántula de Brasil, mantenida en cautividad.

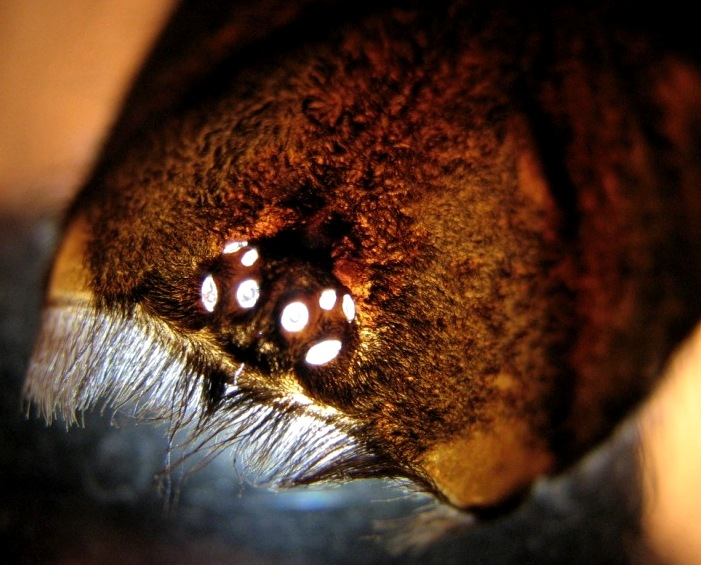
Ojos en una exuvia de una Lasiodora parahybana.

## Pelo
Aparte del pelo normal que cubre las tarántulas americanas, muchas de estas tienen una densa capa de pelo irritante (alrededor de 10 000 por mm²), llamado pelo urticante, en el opistosoma. Lo usan algunas veces como protección contra los depredadores. 
Estos finísimos pelos son barbados, diseñados para repeler y no contienen veneno. Algunas especies pueden lanzar estos pelos: los pelos son lanzados en el aire como proyectiles a un blanco. También son usados para marcar el territorio, o para acomodar la red o en la madriguera (esto desalienta a los predadores que quieran alimentarse de las crías de la tarántula, como las moscas). Para los depredadores y otros enemigos, los pelos pueden llegar a ser letales o ser un simple repelente. Los humanos pueden llegar a sentir los ojos, piel y nariz irritados. Peor aún, si son inhalados, pueden llegar a irritar los pulmones. Los síntomas varían entre las diferentes especies.

## Identificación
Las tarántulas pueden ser confundidas con otros miembros del orden Mygalomorphae, como las arañas trampilla, las arañas embudo y las arañas de tubo (Atypidae). También pueden ser confundidas con algunos miembros del orden Araneomorphae, como la familia Lycosidae. Hay múltiples formas de identificar una tarántula. Primero, los pelos: en las Américas, la mayoría de las tarántulas tienen pelos urticantes, aunque algunas, como el género Hemirrhagus, carecen de ellos. Los pelos suelen ser más notables que en la mayoría de las otras arañas. Otra forma es el tamaño, ya que las tarántulas tienden a ser más grandes, pero nuevamente no es una característica infalible. Los Theraphosidae tampoco utilizan sus telarañas para cazar, en cambio las utilizan como material de construcción o alambre de trampa.
Una de las formas más decisivas de distinguirlas es observando sus quelíceros. Los quelíceros de las tarántulas apuntan hacia abajo, a diferencia de los de las verdaderas arañas, que se enfrentan entre sí, lo que les permite hacer movimientos tipo pinza. También poseen dos pulmones en libro, a diferencia de las verdaderas arañas que solo tienen uno. Su esperanza de vida también es más larga que la mayoría de las arañas.

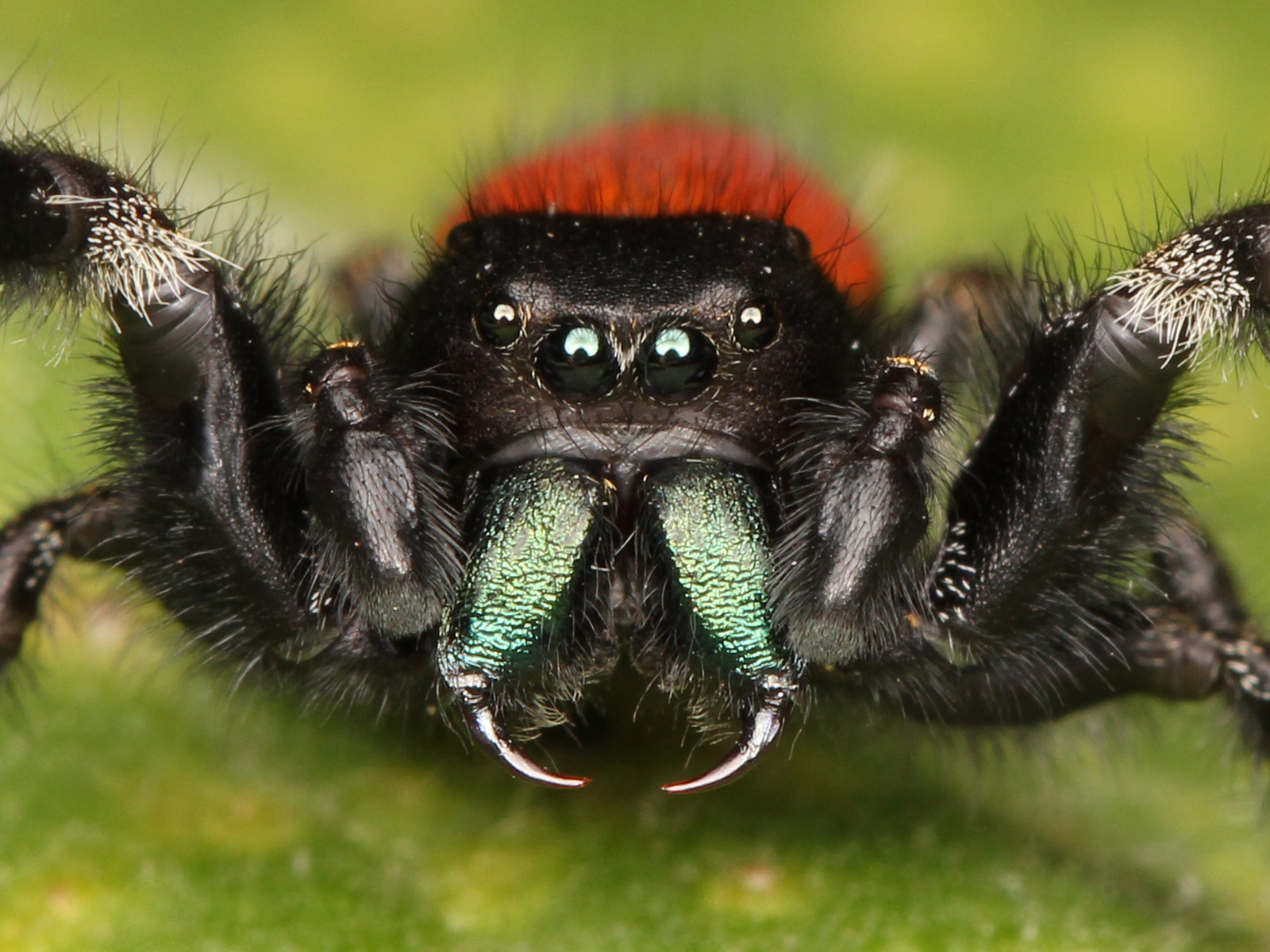
Una Phidippus johnsoni (araña saltarina de espalda roja) mostrando sus quelíceros
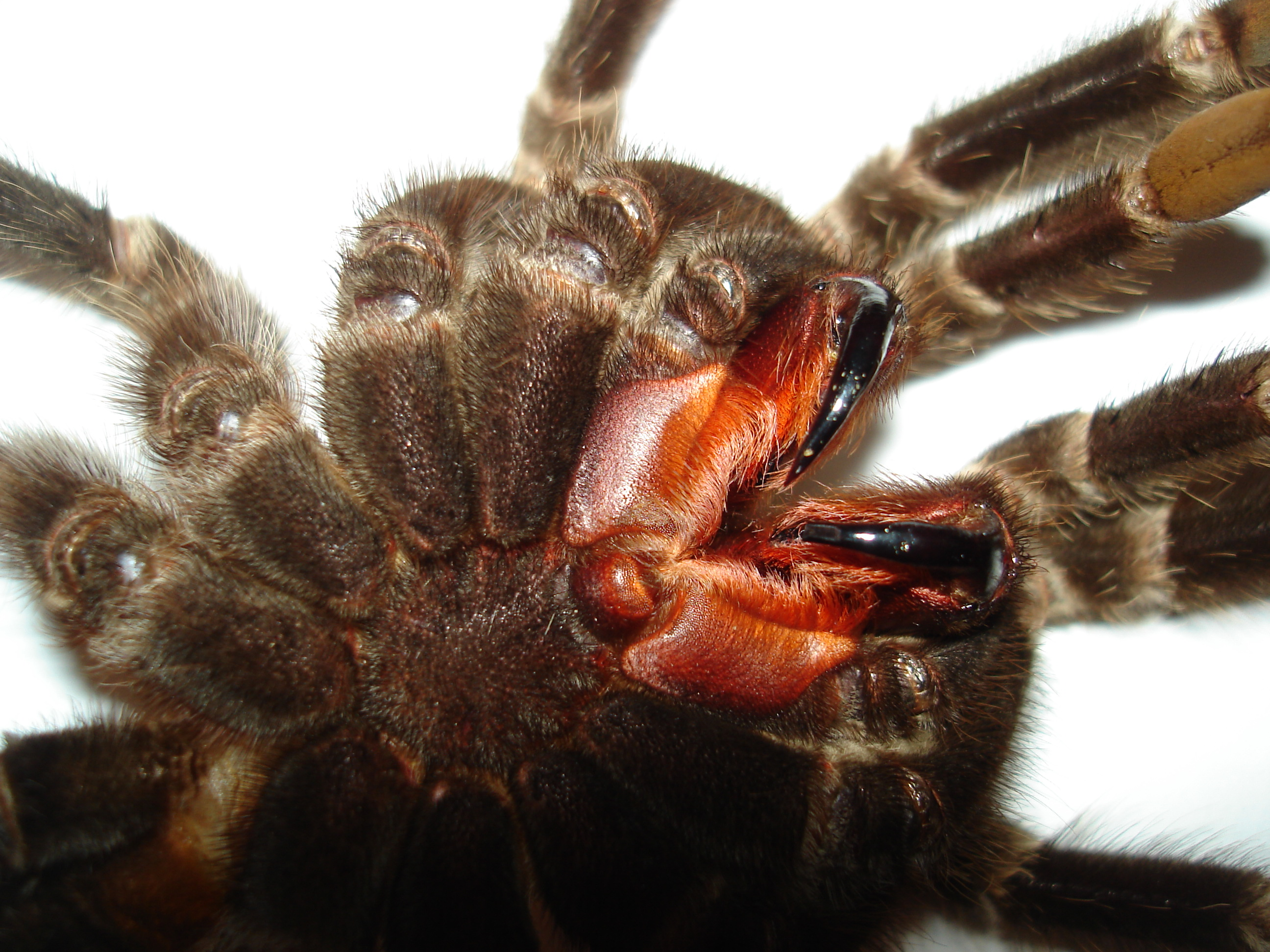
Una Lasiodora parahybana mostrando los quelíceros de una tarántula
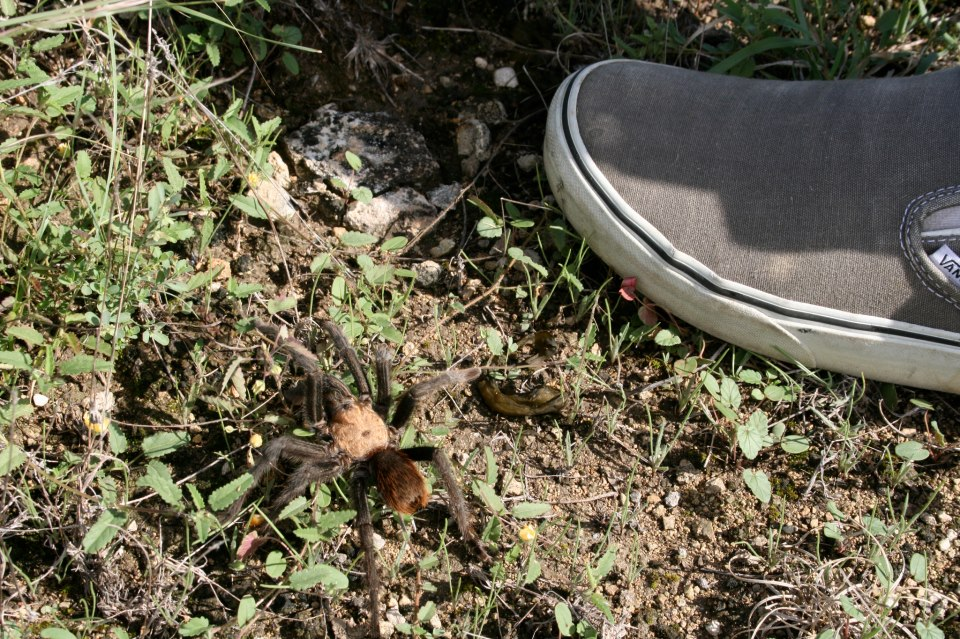
Una tarántula junto a una zapatilla de talla 11 EE.UU. que muestra la escala, tomada cerca de Austin, Texas.

## Comportamiento
La gran mayoría de los terafósidos son depredadores nocturnos y matan a su presa al inyectar veneno a través de sus colmillos. La hambrienta tarántula, espera parcialmente escondida en la entrada de su guarida para emboscar a la presa que pase por ahí. Tiene pelos sensibles para detectar y localizar una potencial víctima por las vibraciones que ésta emite por el movimiento.
Algunas especies usan su hilo de seda para detectar el movimiento (cuando alguna presa acciona un hilo de seda). Como la mayoría de las arañas, no pueden ver más que luz, oscuridad o movimiento y perciben el mundo a través del sentido del tacto. Generalmente parecen elegir a su presa dependiendo de cuán peligrosa la perciben, el tamaño de la potencial presa, etc. Algunas de ellas logran atrapar presas como pequeños pájaros o ratones, pero su dieta consiste principalmente en insectos como saltamontes, grillos, entre otros.

## Guaridas o refugios
Los terafósidos viven en una gran variedad de refugios. Los terrestres viven en huecos bajo tierra, los cuales han sido cavados por ellas mismas o fueron abandonados por algún otro animal. Los túneles son diseñados con seda y una red es puesta en la entrada para sellarla. Otras tarántulas hacen sus guaridas entre las rocas, árboles huecos o debajo de la corteza floja de los árboles. Finalmente muchas de ellas hacen refugios de seda en los árboles, paredes rocosas o de edificios o entre las frutas como bananos o piñas. Hasta las arañas más pesadas están muy bien dotadas para la escalada, como la Grammostola rosea que puede escalar verticalmente una superficie de vidrio. Pero esta actividad puede llegar a ser fatal puesto que una caída sustancial puede llegar a romper su frágil abdomen.
Las especies arbóreas están más adaptadas a la vida en las alturas. Son más pequeñas y resisten mejor una caída que sus primas genéticas, las terrestres.

## Crecimiento, vida y maduración
Como muchas arañas, los terafósidos tienen que desechar su exoesqueleto periódicamente para crecer, este es un proceso conocido como la muda. Las jóvenes hacen esto varias veces en el año, mientras que las adultas, hacen esto en promedio, una vez al año, para reemplazar patas perdidas o pelo urticante. Los machos adultos sin embargo no suelen volver a mudar y cuando lo hacen se considera algo inusual y se denomina muda supernumeraria.
Tienen una larga expectativa de vida. Muchas especies toman de 2 a 5 años para alcanzar la madurez, pero otras llegan hasta 10 años para avanzar a la etapa adulta. Cuando llegan a la edad adulta, los machos viven de 1 a 2 años y medio de vida y su única meta es buscar una hembra para procrear. También es conocido que las hembras que viven en cautiverio pueden llegar a los 15 o 25 años de vida, esto se debe a que en ese lugar no tienen depredadores.
Cuando un macho encuentra la madriguera de una hembra, él saca la hembra y llama su atención vibrando su cuerpo y golpeando con sus patas frontales el suelo y la tela. Sí la hembra es receptiva al macho, ésta también hace vibrar su cuerpo y golpea sus patas delanteras. Después de la copula, el macho debe alejarse de la hembra lo más rápido posible, ya que puede ser comido. Pero si la hembra no quiere copular con el macho intentará comérselo. El motivo es para asegurar una fuente alimenticia suficiente para la formación de huevos y supervivencia de la hembra durante todo el proceso, ya que en ocasiones la hembra no vuelve a comer hasta que las crías nacen y eso puede durar de 1 a 4 meses.
Este comportamiento, es sin embargo, menos común en los terafósidos que en las otras familias de arañas.
Como las hembras continúan mudando aun después de la madurez, están en la capacidad de regenerar patas perdidas e incrementar su expectativa de vida. Las hembras son conocidas por llegar a los 30 años. Si las hembras están en buenas condiciones, pueden esperar a vivir 20-30 años y los machos 3-10, dependiendo de la especie.
Los machos también pueden regenerar miembros pero solo mientras son inmaduros o en el raro caso de darse una muda supernumeraria.

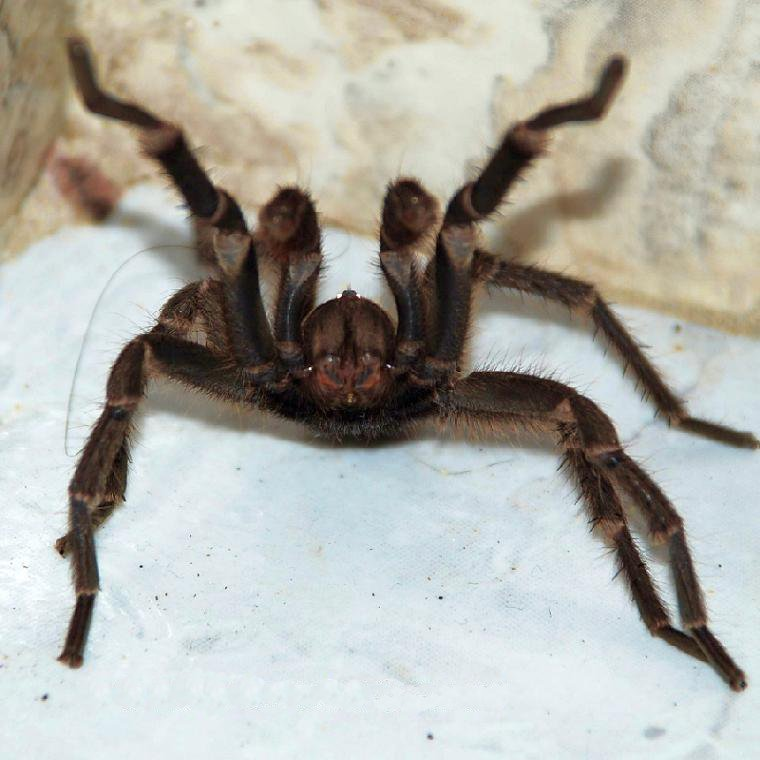
Tarántula de Brasil en posición de amenaza defensiva.

## Apareamiento
Una vez que llegan a la madurez sexual, los machos tejerán una estera de seda. Luego, se pondrán boca arriba pasando por debajo de la estera y frotan su abdomen en la tela liberando una cantidad de semen que queda depositado posteriormente con sus pedipalpos (los apéndices que parecen pequeñas patas ubicadas entre las patas delanteras y queliceros) absorben el semen y lo mantienen en condición viable lo suficiente para que halle una hembra apropiada para aparearse. Cuando el macho detecta la presencia de una hembra, él debe primero intercambiar signo con ella para hacerle ver que es de la misma especie y para hacerla entrar en la etapa receptiva si no lo hace será devorado o ignorado. Luego se acerca a la hembra y con los ganchos de su primer par de patas inmoviliza los quelíceros de la hembra e inserta sus pedipalpos en el orificio reproductivo ubicado bajo su abdomen (epiginio). Después de que el semen ha sido transferido a la hembra, deberá abandonar la escena antes que la hembra recupere el apetito.
La hembra deposita entre 10 y 2000 huevos, dependiendo de la especie, en un saco hecho de seda que lo guarda de 10 a 12 semanas. Las pequeñas arañas permanecen en la madriguera por un tiempo después de haber eclosionado los huevos. 
Los terafósidos son usualmente solitarios y pueden atacar a los de su misma especie. Pero hay excepciones, como la Monocentropus balfouri, la cual puede permanecer en comunidad. Sin embargo, todas las tarántulas son caníbales. Las Monocentropus y Poecilotheria son más tolerantes entre ellas. Si el vivarium es lo suficientemente grande, tiene bastantes escondites y los especímenes son casi del mismo tamaño y hay alimento para todas, no hay razón para que haya canibalismo, aunque puede haberlo.
Otros autores recomiendan un territorio pequeño ya que así se fuerzan a socializar y no forman territorios que defender de otros miembros de la comunidad. Las arañas que mejor resultados han dado en esto son Poecilotheria Regalis

## Etimología
La araña originalmente llamada tarántula era la Lycosa tarantula, una especie de licósido (Lycosidae) nativa del sur de Europa mediterránea. El nombre se deriva de la ciudad del sur de Italia llamada Taranto.. Posteriormente, el término tarántula se aplicó a casi cualquier especie grande e inusual de araña terrestre, en particular a las Mygalomorphae y especialmente a las Theraphosidae del Nuevo Mundo. En comparación con las tarántulas, los licósidos no son particularmente grandes ni peludos, por lo que entre los hablantes de inglés en particular, el uso del término tarántula finalmente se inclinó a favor de las Theraphosidae, a pesar de que no están estrechamente relacionadas con los licósidos en absoluto, ya que pertenecen a un infraorden diferente.

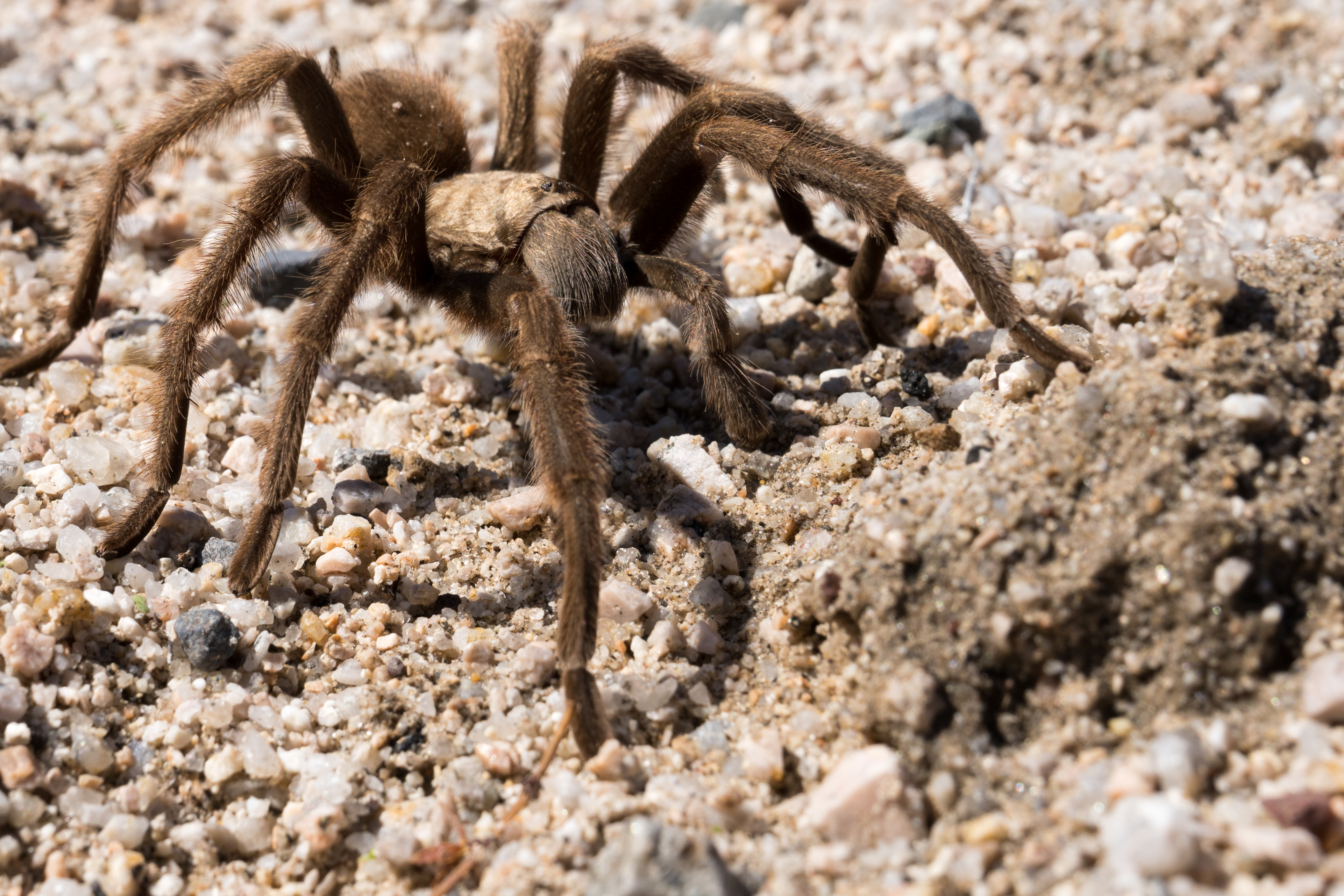
Aphonopelma mojave. Tarántula nativa del Desierto de Mojave buscando una madriguera.

El nombre tarántula también se aplica incorrectamente a otras arañas de gran tamaño, incluidas las arañas de bolsa o las arañas Atypidae a veces llamadas tarántulas atípicas, las arañas embudo (Dipluridae y Hexathelidae) y las tarántulas enanas (Mecicobothriidae). Estas arañas están relacionadas con las tarántulas (todas siendo migalomorfas) pero pertenecen a familias diferentes. Las arañas cazadoras de la familia Sparassidae también han sido llamadas tarántulas debido a su gran tamaño, cuando, de hecho, no están relacionadas. Las arañas cazadoras pertenecen al infraorden Araneomorphae.

### El términopelmaen los nombres de género
Muchos géneros de terafósidos tienen nombres, ya sea aceptados o sinónimos, que contienen el elemento 'pelma'. Esto se remonta a Carl Ludwig Koch en 1850, quien al describir su nuevo género Eurypelma escribió: "Die Sammetbürste der Fussohlen sehr breit" (lit. 'el cepillo de terciopelo de la planta del pie muy ancho'). Los aracnólogos alemanes utilizan la palabra Fuß (pie en alemán) para referirse al tarso (el último elemento de la pata de una araña). Las traducciones de Sammetbürste al latín utilizan la palabra 'scopula'. Por lo tanto, en la terminología aracnológica, Koch quería decir 'la scopula de la base del tarso muy ancha'. Eury- se deriva del griego eurýs (εὐρύϛ), que significa 'ancho', mientras que pélma (πέλμα) significa 'la planta del pie', en paralelo con el uso de Koch de Fußsohle (en la ortografía moderna). Así, Eurypelma significa literalmente 'planta del pie ancha'; sin embargo, los aracnólogos han tomado convencionalmente 'pelma' en tales nombres para referirse a la scopula, produciendo así el significado 'con una scopula ancha'.
Otros nombres de géneros o sinónimos que Estrada-Alvarez y Cameron consideran que tienen significados de 'planta del pie' o 'scopula' incluyen:
- Acanthopelma – del griego ácantha (ἄκανθα) 'espina'; significado general 'planta del pie espinosa'
- Brachypelma – del griego brachýs (βραχύϛ) 'corto'; significado general 'scopula corta'
- Metriopelma – del griego métrios (μέτριοϛ) 'de tamaño moderado'; significado general 'scopula de longitud media'
- Schizopelma – del prefijo de origen griego schizo- (σχίζω) 'dividir'; significado general 'planta del pie dividida'
- Sericopelma – del griego sericós (σηρικόϛ) 'sedoso'; significado general 'scopula sedosa'

Posteriormente, especialmente después de los nombres de género publicados por Reginald Innes Pocock en 1901, el elemento 'pelma' parece haberse vuelto sinónimo de 'terafósido'. Por ejemplo, el autor de Cardiopelma escribe: "Cardiopelma fait réference aux genitalia de la femelle qui évoquent la forme d'un Coeur" ('Cardiopelma se refiere a los genitales femeninos que evocan la forma de un corazón'), sin hacer referencia a 'planta del pie' o 'scopula'. Nombres interpretados de esta manera incluyen:
- Aphonopelma – del griego áphonos (ἄφωνοϛ) 'silencioso'; significado general 'terafósido sin sonido'
- Cardiopelma – del griego cardía (καρδία) 'corazón'; significado general 'terafósido en forma de corazón' (refiriéndose a los genitales femeninos en forma de corazón)
- Clavopelma – del latín clavis 'maza'; significado general 'terafósido con pelos en forma de maza'
- Delopelma – del griego delós (δηλόϛ) 'claro, obvio, visible, conspicuo, llano'; significado general 'terafósido sin pelos plumosos'
- Gosipelma – el elemento gosi- significa 'desierto', relacionado con el pueblo Gosiute; significado general 'terafósido del desierto'
- Spelopelma – del griego spélaion (σπήλαιον) 'cueva'; significado general 'terafósido de cueva'